# Códigos de área 570 y 272

Código de área 570 y 272.

570 y 272 son códigos de área estadounidenses que sirven el cuadrante nordeste de Pensilvania, incluyendo las ciudades de  Centralia, Scranton, Wilkes-Barre, Williamsport, Stroudsburg, Pittston, Carbondale, Hazleton, Clarks Summit, Towanda, Sayre, Tunkhannock, Berwick, Milford, Mount Pocono, Nanticoke, Sunbury, Jim Thorpe, Pottsville y Lock Haven. EL  570 es el código de área principal, mientras que el 272 es un suplemento que presta servicio sobre el mismo territorio.
El código 570 se creó con la división del código de área 717 el 5 de diciembre de 1998.
Las previsiones del año 2009 estimaban que el código 570 agotaría sus números telefónicos disponibles en el tercer trimestre del 2011.  La Comisión de servicios públicos de  Pensilvania consideró cuatro opciones: tres planes para la división del territorio en nuevos códigos y uno para la implantación de un código suplementario.  El 15 de julio de 2010 se decidió el establecimiento de un código suplementario, el 272, que entraría en servicio el 28 de marzo de 2013. 

## Ubicaciones que usan estos códigos

### Condados
Las ubicaciones son aproximadas. Los códigos de  área 570 y 272 solo pueden cubrir una porción de estos condados y pueden extenderse a áreas vecinas no listadas:
Condado de Bradford, Condado de Carbon, Condado de Centre, Condado de Clinton, Condado de Columbia, Condado de Dauphin, Condado de Juniata, Condado de Lackawanna, Condado de Luzerne, Condado de Lycoming, Condado de Monroe, Condado de Montour, Condado de Northampton, Condado de Northumberland, Condado de Pike, Condado de Potter, Condado de Schuylkill, Condado de Snyder, Condado de Susquehanna, Condado de Sullivan, Condado de Tioga, Condado de Union, Condado de Wayne, Condado de Wyoming

### Municipios
Scranton, Wilkes-Barre, Hazleton, Pottsville, Kingston, Williamsport, Stroudsburg, Pittston, Jim Thorpe, Sunbury, Shamokin, Mount Pocono, Tamaqua, Lansford, Orwigsburg, Avoca, Nesquehoning, Dallas, Montoursville, Elysburg, Shenandoah, Portland, Frackville, Hallstead, Towanda, Honesdale, Great Bend, Brodheadsville, Carbondale, Sayre, Clarks Summit, Mountain Top, Mahanoy City, East Stroudsburg, Hazleton, Nescopeck, Berwick, Lago Wallenpaupack, Tannersville, Milford, Weatherly, Pine Grove